# Tjeckoslovakiens herrlandslag i fotboll
Tjeckoslovakiens herrlandslag i fotboll representerade Tjeckoslovakien i fotboll på herrsidan från 1920 till slutet av 1992 då laget liksom landet delades upp i Tjeckien och Slovakien.

## Historia
Tjeckoslovakien var under sin tid ett av Europas bästa landslag. Landslaget skapades 1920, två år efter det att den nya staten Tjeckoslovakien bildades. Utan att ha spelat några officiella träningslandskamper gick Tjeckoslovakien rakt in i fotbollsturneringen vid Olympiska sommarspelen 1920 i Antwerpen i Belgien där man i tur och ordning slog ut Jugoslavien (28 augusti 1920), Norge (29 augusti) och Frankrike (31 augusti) på väg mot finalmatchen. Väl där mötte man Belgien (2 september) men då Belgien tog ledningen med 2-0 lämnade de tjeckoslovakiska spelarna planen efter 43 minuters spel i protest mot ett domslut, vilket innebar att Tjeckoslovakien diskvalificerades från turneringen.
I OS i Paris 1924 vann Tjeckoslovakien mot Turkiet i första omgången men förlorade mot värdlandet Frankrike efter omspel i andra omgången.
Tjeckoslovakien vann VM-silver i Italien 1934 efter förlust i finalen med 1–2 efter förlängning mot värdlandet Italien.
I VM i Frankrike vann Tjeckoslovakien mot Nederländerna i första omgången men förlorade efter omspel mot Brasilien i andra omgången.
1962 gjorde Tjeckoslovakien sitt tredje VM-slutspel efter andra världskriget och nådde sitt bästa resultat i VM sedan 1934 - VM-silver. Under storstjärnan Josef Masopust stormar laget fram i Chile. I gruppspelet gjorde man inte så mycket väsen av sig men gick vidare utan större bekymmer. Seger i första matchen mot Spanien och oavgjort mot regerande världsmästarna Brasilien gjorde att förlusten mot Mexiko inte spelade någon roll. I kvartsfinalen vann man prestigemötet mot Ungern som vid den här tiden hade ett slagkraftigt landslag. I semifinalen vann man klart med 3-1 mot Jugoslavien. I finalen mötte man Brasilien för andra gången i turneringen - och tog ledningen! Josef Masopust gav tjeckoslovakerna ledningen. Men Brasilien vände på matchen och kunde vinna matchen med 3-1. Det tjeckoslovakiska silvret var överraskande men laget kom före europeiska storheter som Italien, Västtyskland och England i turneringen. 
1970 var Tjeckoslovakien tillbaka i VM men kunde inte bjuda upp som man gjort 1962 utan åkte ut redan i gruppspelet. Man hade de svåra motståndarna Brasilien och England i gruppen och dessutom ett Rumänien på uppgång. Det blev respass direkt efter tre förluster. Det skulle komma bättre tider för landslaget som redan under EM-kvalet visade nya takter. Tjeckoslovakien missade kvartsfinalerna på målskillnad gentemot Rumänien. 
1976 vann Tjeckoslovakien överraskande EM-guld i Jugoslavien. Laget tog sig vidare från kvalet genom att ta förstaplatsen före England. I kvartsfinalen slog man ut EM-finalisterna från 1972, Sovjetunionen, och blev därmed klara för fyrnationsslutspelet i Jugoslavien. 
Vid Olympiska sommarspelen 1980 i Moskva i Sovjetunionen vann Tjeckoslovakien hela turneringen.
1990 gjorde Tjeckoslovakien sin sista turnering - VM i Italien 1990. Då staten splittrades den 1 januari 1993 pågick kvalet till världsmästerskapet i fotboll 1994 i USA för fullt, vilket innebar att Tjeckien och Slovakien fortsatte kvalturneringen med ett gemensamt lag medan man införde två skilda landslag i träningslandskamper. Det gemensamma laget kvalade inte in, och efter sista matchen, 0-0 mot Belgien i Bryssel den 17 november 1993, var laget definitivt historia. I VM 1990 hamnade man med Italien (gruppvinnarna), Österrike (grupptreorna) och USA (gruppjumbon) och de själva. I första matchen slog man farten på baken mot USA när man vann med 5-1. I nästa match slog man Österrike med uddamålet och föll sedan med 0-2 mot Italien. I åttondelen slog man ut enkelt Costa Rica med 4-1. I kvartsfinalen spelade man sin sista match i VM - man förlorade med 0-1 mot Västtyskland efter att de fått en billig straff.

## EM-kval
1960 nådde Tjeckoslovakien en framgång då det var cupformat. I premiäromgången förlorade man med 0-2 mot Irland borta men utklassade irländarna hemma med 4-0. I åttondelsfinalen mötte man Danmark. Först blev det 2-2 borta. Sedan utklassade man danskarna med 5-1 i returen. I kvartsfinalen mötte man Rumänien. 2-0 borta och 3-0 hemma och man var i semifinal. I semifinalen förlorade man mot Sovjetunionen (0-3). Bronsmatchen vann man med 2-0 mot Frankrike. 
Tjeckoslovakien nådde ingen framgång i EM 1964. Efter 2-1(borta) och 1-1(hemma) mot Östtyskland blev det sorti direkt. En oavgjort mot Turkiet i EM-kvalet 1968 kostade andraplatsen i gruppen. Spanien tog hem gruppen trots färre bortamål och 1 poäng mer. En oavgjord match hemma mot Finland kostade återigen andraplatsen i gruppen. Den här gången vann Rumänien gruppen. 
1976 vann Tjeckoslovakien EM. Under 1980-talet blev det endast tre förluster på 20 matcher där man kvalade in 1980. 1980 hamnade man i gruppspelet tillsammans med Nederländerna, Västtyskland och Grekland. I premiären slutade det med förlust 0-1 mot den tyska landslaget. Mot Grekland slutade de med en 3-1-seger. I nästa match fick man 1-1 mot Nederländerna. Istället för final blev det bronsmatch där Italien väntade. Det gick bra 55:e minuten med 1-0 till Tjeckoslovakien. Men när en kvart var kvar skulle Italien göra 1-1. Tjeckoslovakien vann en rafflande match med 9-8 i straffar.

## Meriter
- VM i fotboll: 1934, 1962,
  - VM-silver 1934 och 1962
- EM i fotboll: 1960, 1976 och 1980.
  - Europamästare 1976

## Kända spelare
- Josef Bican
- Ján Čapkovič
- Jozef Čapkovič
- Karol Dobiaš
- Karol Jokl
- Ján Kozák
- Marian Masný
- Josef Masopust
- Zdenek Nehoda
- Antonín Panenka
- Franticek Planicka
- Ján Pivarník
- Ján Popluhár
- Antonin Puc
- Ján Švehlík
- Ivo Viktor
- Michal Bílek